# Étoile de Bessèges 2022
L'Étoile de Bessèges 2022, oficialment Étoile de Bessèges-Tour du Gard 2022, 52a edició de l'Étoile de Bessèges, es disputà entre el 2 i el 6 de febrer de 2022 sobre un recorregut de 628,76 km repartits entre cinc etapes. La cursa formava part del calendari de l'UCI Europa Tour 2022, amb una categoria 2.1.
El vencedor final fou el francès Benjamin Thomas (Cofidis) gràcies a la victòria en solitari en la tercera etapa i al seu bon paper en la contrarellotge final. Alberto Bettiol (EF Education-EasyPost) i Tobias Halland Johannessen (Uno-X Pro Cycling Team) completaren el podi.

## Equips
L'organització convidà a 21 equips a prendre part en aquesta cursa.
| WorldTeams (9)- AG2R Citroën Team - Groupama-FDJ - Cofidis - UAE Team Emirates - Ineos Grenadiers - Israel-Premier Tech - Trek-Segafredo - Intermarché-Wanty-Gobert Matériaux - EF Education-EasyPost ProTeams (9)- B&B Hotels-KTM - Alpecin-Fenix - Arkéa-Samsic - TotalEnergies - Sport Vlaanderen-Baloise - Uno-X Pro Cycling Team - Bardiani CSF Faizanè - Equipo Kern Pharma - Bingoal Pauwels Sauces WB Equips continentals (3)- Saint Michel-Auber 93 - Go Sport-Roubaix Lille Métropole - UC Nantes Atlantique |
| |

## Etapes
| Etapa    | Data     | Ciutats d'etapa                      | type                      | Distància (km) | Desnivell (m) | Vencedor de l'etapa        | Líder de la general |
| -------- | -------- | ------------------------------------ | ------------------------- | -------------- | ------------- | -------------------------- | ------------------- |
| 1a etapa | 2 de feb | Bèlagarda – Bèlagarda                | etapa plana               | 160,86         | 538 m         | Mads Pedersen              | Mads Pedersen       |
| 2a etapa | 3 de feb | Sent Cristòu d'Alèst – Rosson        | etapa accidentada         | 156,21         | 1.702 m       | Bryan Coquard              | Mads Pedersen       |
| 3a etapa | 4 de feb | Bessèja – Bessèja                    | etapa accidentada         | 155,65         | 2.051 m       | Benjamin Thomas            | Benjamin Thomas     |
| 4a etapa | 5 de feb | Sent Alari de Bretmàs – Mont Bouquet | etapa accidentada         | 145,41         | 1.817 m       | Tobias Halland Johannessen | Benjamin Thomas     |
| 5a etapa | 6 de feb | Alèst – Alèst                        | contrarellotge individual | 10,63          | 171 m         | Filippo Ganna              | Benjamin Thomas     |

### Etapa 1
| \| Classificació de l'etapa \| Classificació de l'etapa \| Classificació de l'etapa \| Classificació de l'etapa \| Classificació de l'etapa \| \| Corredor \| Corredor \| Equip \| Temps \| \| \| ------------------------ \| ------------------------ \| ------------------------ \| ------------------------ \| ------------------------ \| \| 1r \| Mads Pedersen \| Trek-Segafredo \| 3h 32' 47" \| \| \| 2n \| Hugo Hofstetter \| Arkéa-Samsic \| + 1" \| \| \| 3r \| Edvald Boasson Hagen \| TotalEnergies \| + 1" \| \| \| 4t \| Alberto Bettiol \| EF Education-EasyPost \| + 1" \| \| \| 5è \| Mathieu Burgaudeau \| TotalEnergies \| + 1" \| \| \| 6è \| Christopher Lawless \| TotalEnergies \| + 4" \| \| \| 7è \| Filippo Ganna \| Ineos Grenadiers \| + 7" \| \| \| 8è \| Benjamin Thomas \| Cofidis \| + 7" \| \| \| 9è \| Greg Van Avermaet \| AG2R Citroën Team \| + 7" \| \| \| 10è \| Toms Skujiņš \| Trek-Segafredo \| + 11" \| \| |                      |                       |            |
| |                      |                       |            |
| Font: ProCyclingStats |                      |                       |            |
| Classificació de l'etapa |                      |                       |            |
| Corredor | Corredor             | Equip                 | Temps      |
| 1r | Mads Pedersen        | Trek-Segafredo        | 3h 32' 47" |
| 2n | Hugo Hofstetter      | Arkéa-Samsic          | + 1"       |
| 3r | Edvald Boasson Hagen | TotalEnergies         | + 1"       |
| 4t | Alberto Bettiol      | EF Education-EasyPost | + 1"       |
| 5è | Mathieu Burgaudeau   | TotalEnergies         | + 1"       |
| 6è | Christopher Lawless  | TotalEnergies         | + 4"       |
| 7è | Filippo Ganna        | Ineos Grenadiers      | + 7"       |
| 8è | Benjamin Thomas      | Cofidis               | + 7"       |
| 9è | Greg Van Avermaet    | AG2R Citroën Team     | + 7"       |
| 10è | Toms Skujiņš         | Trek-Segafredo        | + 11"      |

| \| Classificació general \| Classificació general \| Classificació general \| Classificació general \| Classificació general \| \| Corredor \| Corredor \| Equip \| Temps \| \| \| --------------------- \| --------------------- \| --------------------- \| --------------------- \| --------------------- \| \| 1r \| Mads Pedersen \| Trek-Segafredo \| 3h 32' 37" \| \| \| 2n \| Hugo Hofstetter \| Arkéa-Samsic \| + 5" \| \| \| 3r \| Edvald Boasson Hagen \| TotalEnergies \| + 7" \| \| \| 4t \| Alberto Bettiol \| EF Education-EasyPost \| + 11" \| \| \| 5è \| Mathieu Burgaudeau \| TotalEnergies \| + 11" \| \| \| 6è \| Christopher Lawless \| TotalEnergies \| + 14" \| \| \| 7è \| Filippo Ganna \| Ineos Grenadiers \| + 17" \| \| \| 8è \| Benjamin Thomas \| Cofidis \| + 17" \| \| \| 9è \| Greg Van Avermaet \| AG2R Citroën Team \| + 17" \| \| \| 10è \| Toms Skujiņš \| Trek-Segafredo \| + 21" \| \| |                      |                       |            |
| |                      |                       |            |
| Font: ProCyclingStats |                      |                       |            |
| Classificació general |                      |                       |            |
| Corredor | Corredor             | Equip                 | Temps      |
| 1r | Mads Pedersen        | Trek-Segafredo        | 3h 32' 37" |
| 2n | Hugo Hofstetter      | Arkéa-Samsic          | + 5"       |
| 3r | Edvald Boasson Hagen | TotalEnergies         | + 7"       |
| 4t | Alberto Bettiol      | EF Education-EasyPost | + 11"      |
| 5è | Mathieu Burgaudeau   | TotalEnergies         | + 11"      |
| 6è | Christopher Lawless  | TotalEnergies         | + 14"      |
| 7è | Filippo Ganna        | Ineos Grenadiers      | + 17"      |
| 8è | Benjamin Thomas      | Cofidis               | + 17"      |
| 9è | Greg Van Avermaet    | AG2R Citroën Team     | + 17"      |
| 10è | Toms Skujiņš         | Trek-Segafredo        | + 21"      |

### Etapa 2
| \| Classificació de l'etapa \| Classificació de l'etapa \| Classificació de l'etapa \| Classificació de l'etapa \| Classificació de l'etapa \| \| Corredor \| Corredor \| Equip \| Temps \| \| \| ------------------------ \| -------------------------- \| ------------------------- \| ------------------------ \| ------------------------ \| \| 1r \| Bryan Coquard \| Cofidis \| 3h 41' 46" \| \| \| 2n \| Mads Pedersen \| Trek-Segafredo \| + 0" \| \| \| 3r \| Tobias Halland Johannessen \| Uno-X Pro Cycling Team \| + 0" \| \| \| 4t \| Mathieu Burgaudeau \| TotalEnergies \| + 0" \| \| \| 5è \| Alberto Bettiol \| EF Education-EasyPost \| + 4" \| \| \| 6è \| Benjamin Thomas \| Cofidis \| + 6" \| \| \| 7è \| Connor Swift \| Arkéa-Samsic \| + 6" \| \| \| 8è \| Milan Menten \| Bingoal Pauwels Sauces WB \| + 6" \| \| \| 9è \| Clément Champoussin \| AG2R Citroën Team \| + 6" \| \| \| 10è \| Pierre Latour \| TotalEnergies \| + 6" \| \| |                            |                           |            |
| |                            |                           |            |
| Font: ProCyclingStats |                            |                           |            |
| Classificació de l'etapa |                            |                           |            |
| Corredor | Corredor                   | Equip                     | Temps      |
| 1r | Bryan Coquard              | Cofidis                   | 3h 41' 46" |
| 2n | Mads Pedersen              | Trek-Segafredo            | + 0"       |
| 3r | Tobias Halland Johannessen | Uno-X Pro Cycling Team    | + 0"       |
| 4t | Mathieu Burgaudeau         | TotalEnergies             | + 0"       |
| 5è | Alberto Bettiol            | EF Education-EasyPost     | + 4"       |
| 6è | Benjamin Thomas            | Cofidis                   | + 6"       |
| 7è | Connor Swift               | Arkéa-Samsic              | + 6"       |
| 8è | Milan Menten               | Bingoal Pauwels Sauces WB | + 6"       |
| 9è | Clément Champoussin        | AG2R Citroën Team         | + 6"       |
| 10è | Pierre Latour              | TotalEnergies             | + 6"       |

| \| Classificació general \| Classificació general \| Classificació general \| Classificació general \| Classificació general \| \| Corredor \| Corredor \| Equip \| Temps \| \| \| --------------------- \| -------------------------- \| --------------------- \| --------------------- \| --------------------- \| \| 1r \| Mads Pedersen \| Trek-Segafredo \| 7h 14' 17" \| \| \| 2n \| Mathieu Burgaudeau \| TotalEnergies \| + 17" \| \| \| 3r \| Alberto Bettiol \| EF Education-EasyPost \| + 21" \| \| \| 4t \| Benjamin Thomas \| Cofidis \| + 29" \| \| \| 5è \| Connor Swift \| Arkéa-Samsic \| + 35" \| \| \| 6è \| Edvald Boasson Hagen \| TotalEnergies \| + 35" \| \| \| 7è \| Pierre Latour \| TotalEnergies \| + 40" \| \| \| 8è \| Toms Skujiņš \| Trek-Segafredo \| + 44" \| \| \| 9è \| Bryan Coquard \| Cofidis \| + 47" \| \| \| 10è \| Richard Carapaz Montenegro \| Ineos Grenadiers \| + 51" \| \| |                            |                       |            |
| |                            |                       |            |
| Font: ProCyclingStats |                            |                       |            |
| Classificació general |                            |                       |            |
| Corredor | Corredor                   | Equip                 | Temps      |
| 1r | Mads Pedersen              | Trek-Segafredo        | 7h 14' 17" |
| 2n | Mathieu Burgaudeau         | TotalEnergies         | + 17"      |
| 3r | Alberto Bettiol            | EF Education-EasyPost | + 21"      |
| 4t | Benjamin Thomas            | Cofidis               | + 29"      |
| 5è | Connor Swift               | Arkéa-Samsic          | + 35"      |
| 6è | Edvald Boasson Hagen       | TotalEnergies         | + 35"      |
| 7è | Pierre Latour              | TotalEnergies         | + 40"      |
| 8è | Toms Skujiņš               | Trek-Segafredo        | + 44"      |
| 9è | Bryan Coquard              | Cofidis               | + 47"      |
| 10è | Richard Carapaz Montenegro | Ineos Grenadiers      | + 51"      |

### Etapa 3
| \| Classificació de l'etapa \| Classificació de l'etapa \| Classificació de l'etapa \| Classificació de l'etapa \| Classificació de l'etapa \| \| Corredor \| Corredor \| Equip \| Temps \| \| \| ------------------------ \| -------------------------- \| ---------------------------------- \| ------------------------ \| ------------------------ \| \| 1r \| Benjamin Thomas \| Cofidis \| 1h 49' 31" \| \| \| 2n \| Alberto Bettiol \| EF Education-EasyPost \| + 9" \| \| \| 3r \| Tobias Halland Johannessen \| Uno-X Pro Cycling Team \| + 9" \| \| \| 4t \| Rasmus Tiller \| Uno-X Pro Cycling Team \| + 15" \| \| \| 5è \| Bryan Coquard \| Cofidis \| + 15" \| \| \| 6è \| Edvald Boasson Hagen \| TotalEnergies \| + 15" \| \| \| 7è \| Hugo Hofstetter \| Arkéa-Samsic \| + 15" \| \| \| 8è \| Clément Champoussin \| AG2R Citroën Team \| + 15" \| \| \| 9è \| Diego Ulissi \| UAE Team Emirates \| + 15" \| \| \| 10è \| Georg Zimmermann \| Intermarché-Wanty-Gobert Matériaux \| + 15" \| \| |                            |                                    |            |
| |                            |                                    |            |
| Font: ProCyclingStats |                            |                                    |            |
| Classificació de l'etapa |                            |                                    |            |
| Corredor | Corredor                   | Equip                              | Temps      |
| 1r | Benjamin Thomas            | Cofidis                            | 1h 49' 31" |
| 2n | Alberto Bettiol            | EF Education-EasyPost              | + 9"       |
| 3r | Tobias Halland Johannessen | Uno-X Pro Cycling Team             | + 9"       |
| 4t | Rasmus Tiller              | Uno-X Pro Cycling Team             | + 15"      |
| 5è | Bryan Coquard              | Cofidis                            | + 15"      |
| 6è | Edvald Boasson Hagen       | TotalEnergies                      | + 15"      |
| 7è | Hugo Hofstetter            | Arkéa-Samsic                       | + 15"      |
| 8è | Clément Champoussin        | AG2R Citroën Team                  | + 15"      |
| 9è | Diego Ulissi               | UAE Team Emirates                  | + 15"      |
| 10è | Georg Zimmermann           | Intermarché-Wanty-Gobert Matériaux | + 15"      |

| \| Classificació general \| Classificació general \| Classificació general \| Classificació general \| Classificació general \| \| Corredor \| Corredor \| Equip \| Temps \| \| \| --------------------- \| -------------------------- \| ---------------------- \| --------------------- \| --------------------- \| \| 1r \| Benjamin Thomas \| Cofidis \| 10h 53' 05" \| \| \| 2n \| Alberto Bettiol \| EF Education-EasyPost \| + 7" \| \| \| 3r \| Mathieu Burgaudeau \| TotalEnergies \| + 15" \| \| \| 4t \| Connor Swift \| Arkéa-Samsic \| + 31" \| \| \| 5è \| Edvald Boasson Hagen \| TotalEnergies \| + 33" \| \| \| 6è \| Pierre Latour \| TotalEnergies \| + 36" \| \| \| 7è \| Tobias Halland Johannessen \| Uno-X Pro Cycling Team \| + 41" \| \| \| 8è \| Toms Skujiņš \| Trek-Segafredo \| + 42" \| \| \| 9è \| Bryan Coquard \| Cofidis \| + 45" \| \| \| 10è \| Mads Pedersen \| Trek-Segafredo \| + 51" \| \| |                            |                        |             |
| |                            |                        |             |
| Font: ProCyclingStats |                            |                        |             |
| Classificació general |                            |                        |             |
| Corredor | Corredor                   | Equip                  | Temps       |
| 1r | Benjamin Thomas            | Cofidis                | 10h 53' 05" |
| 2n | Alberto Bettiol            | EF Education-EasyPost  | + 7"        |
| 3r | Mathieu Burgaudeau         | TotalEnergies          | + 15"       |
| 4t | Connor Swift               | Arkéa-Samsic           | + 31"       |
| 5è | Edvald Boasson Hagen       | TotalEnergies          | + 33"       |
| 6è | Pierre Latour              | TotalEnergies          | + 36"       |
| 7è | Tobias Halland Johannessen | Uno-X Pro Cycling Team | + 41"       |
| 8è | Toms Skujiņš               | Trek-Segafredo         | + 42"       |
| 9è | Bryan Coquard              | Cofidis                | + 45"       |
| 10è | Mads Pedersen              | Trek-Segafredo         | + 51"       |

### Etapa 4
| \| Classificació de l'etapa \| Classificació de l'etapa \| Classificació de l'etapa \| Classificació de l'etapa \| Classificació de l'etapa \| \| Corredor \| Corredor \| Equip \| Temps \| \| \| ------------------------ \| -------------------------- \| ------------------------ \| ------------------------ \| ------------------------ \| \| 1r \| Tobias Halland Johannessen \| Uno-X Pro Cycling Team \| 3h 30' 22" \| \| \| 2n \| Jay Vine \| Alpecin-Fenix \| + 0" \| \| \| 3r \| Antonio Tiberi \| Trek-Segafredo \| + 0" \| \| \| 4t \| Clément Champoussin \| AG2R Citroën Team \| + 0" \| \| \| 5è \| Pierre Latour \| TotalEnergies \| + 12" \| \| \| 6è \| Diego Ulissi \| UAE Team Emirates \| + 20" \| \| \| 7è \| Bauke Mollema \| Trek-Segafredo \| + 20" \| \| \| 8è \| Alessandro Verre \| Arkéa-Samsic \| + 21" \| \| \| 9è \| Sébastien Reichenbach \| Groupama-FDJ \| + 21" \| \| \| 10è \| Alberto Bettiol \| EF Education-EasyPost \| + 23" \| \| |                            |                        |            |
| |                            |                        |            |
| Font: ProCyclingStats |                            |                        |            |
| Classificació de l'etapa |                            |                        |            |
| Corredor | Corredor                   | Equip                  | Temps      |
| 1r | Tobias Halland Johannessen | Uno-X Pro Cycling Team | 3h 30' 22" |
| 2n | Jay Vine                   | Alpecin-Fenix          | + 0"       |
| 3r | Antonio Tiberi             | Trek-Segafredo         | + 0"       |
| 4t | Clément Champoussin        | AG2R Citroën Team      | + 0"       |
| 5è | Pierre Latour              | TotalEnergies          | + 12"      |
| 6è | Diego Ulissi               | UAE Team Emirates      | + 20"      |
| 7è | Bauke Mollema              | Trek-Segafredo         | + 20"      |
| 8è | Alessandro Verre           | Arkéa-Samsic           | + 21"      |
| 9è | Sébastien Reichenbach      | Groupama-FDJ           | + 21"      |
| 10è | Alberto Bettiol            | EF Education-EasyPost  | + 23"      |

| \| Classificació general \| Classificació general \| Classificació general \| Classificació general \| Classificació general \| \| Corredor \| Corredor \| Equip \| Temps \| \| \| --------------------- \| -------------------------- \| ---------------------- \| --------------------- \| --------------------- \| \| 1r \| Benjamin Thomas \| Cofidis \| 14h 23' 50" \| \| \| 2n \| Alberto Bettiol \| EF Education-EasyPost \| + 7" \| \| \| 3r \| Tobias Halland Johannessen \| Uno-X Pro Cycling Team \| + 8" \| \| \| 4t \| Pierre Latour \| TotalEnergies \| + 25" \| \| \| 5è \| Mathieu Burgaudeau \| TotalEnergies \| + 26" \| \| \| 6è \| Connor Swift \| Arkéa-Samsic \| + 56" \| \| \| 7è \| Diego Ulissi \| UAE Team Emirates \| + 56" \| \| \| 8è \| Toms Skujiņš \| Trek-Segafredo \| + 1' 13" \| \| \| 9è \| Thibault Guernalec \| Arkéa-Samsic \| + 1' 14" \| \| \| 10è \| Quentin Pacher \| Groupama-FDJ \| + 1' 16" \| \| |                            |                        |             |
| |                            |                        |             |
| Font: ProCyclingStats |                            |                        |             |
| Classificació general |                            |                        |             |
| Corredor | Corredor                   | Equip                  | Temps       |
| 1r | Benjamin Thomas            | Cofidis                | 14h 23' 50" |
| 2n | Alberto Bettiol            | EF Education-EasyPost  | + 7"        |
| 3r | Tobias Halland Johannessen | Uno-X Pro Cycling Team | + 8"        |
| 4t | Pierre Latour              | TotalEnergies          | + 25"       |
| 5è | Mathieu Burgaudeau         | TotalEnergies          | + 26"       |
| 6è | Connor Swift               | Arkéa-Samsic           | + 56"       |
| 7è | Diego Ulissi               | UAE Team Emirates      | + 56"       |
| 8è | Toms Skujiņš               | Trek-Segafredo         | + 1' 13"    |
| 9è | Thibault Guernalec         | Arkéa-Samsic           | + 1' 14"    |
| 10è | Quentin Pacher             | Groupama-FDJ           | + 1' 16"    |

### Etapa 5
| \| Classificació de l'etapa \| Classificació de l'etapa \| Classificació de l'etapa \| Classificació de l'etapa \| Classificació de l'etapa \| \| Corredor \| Corredor \| Equip \| Temps \| \| \| ------------------------ \| ------------------------ \| ------------------------ \| ------------------------ \| ------------------------ \| \| 1r \| Filippo Ganna \| Ineos Grenadiers \| 15' 00" \| \| \| 2n \| Benjamin Thomas \| Groupama-FDJ \| + 10" \| \| \| 3r \| Ethan Hayter \| Ineos Grenadiers \| + 21" \| \| \| 4t \| Tim Wellens \| Lotto-Soudal \| + 29" \| \| \| 5è \| Christophe Laporte \| Cofidis \| + 31" \| \| \| 6è \| Michał Kwiatkowski \| Ineos Grenadiers \| + 34" \| \| \| 7è \| Alberto Bettiol \| EF Education-Nippo \| + 35" \| \| \| 8è \| Owain Doull \| Ineos Grenadiers \| + 38" \| \| \| 9è \| Nils Politt \| Bora-Hansgrohe \| + 38" \| \| \| 10è \| Jake Stewart \| Groupama-FDJ \| + 41" \| \| |                    |                    |         |
| |                    |                    |         |
| Font: ProCyclingStats |                    |                    |         |
| Classificació de l'etapa |                    |                    |         |
| Corredor | Corredor           | Equip              | Temps   |
| 1r | Filippo Ganna      | Ineos Grenadiers   | 15' 00" |
| 2n | Benjamin Thomas    | Groupama-FDJ       | + 10"   |
| 3r | Ethan Hayter       | Ineos Grenadiers   | + 21"   |
| 4t | Tim Wellens        | Lotto-Soudal       | + 29"   |
| 5è | Christophe Laporte | Cofidis            | + 31"   |
| 6è | Michał Kwiatkowski | Ineos Grenadiers   | + 34"   |
| 7è | Alberto Bettiol    | EF Education-Nippo | + 35"   |
| 8è | Owain Doull        | Ineos Grenadiers   | + 38"   |
| 9è | Nils Politt        | Bora-Hansgrohe     | + 38"   |
| 10è | Jake Stewart       | Groupama-FDJ       | + 41"   |

## Classificació final
| \| Classificació general \| Classificació general \| Classificació general \| Classificació general \| Classificació general \| \| Corredor \| Corredor \| Equip \| Temps \| \| \| --------------------- \| -------------------------- \| ---------------------- \| --------------------- \| --------------------- \| \| 1r \| Benjamin Thomas \| Cofidis \| 14h 39' 32" \| \| \| 2n \| Alberto Bettiol \| EF Education-EasyPost \| + 16" \| \| \| 3r \| Tobias Halland Johannessen \| Uno-X Pro Cycling Team \| + 32" \| \| \| 4t \| Pierre Latour \| TotalEnergies \| + 34" \| \| \| 5è \| Mathieu Burgaudeau \| TotalEnergies \| + 1' 02" \| \| \| 6è \| Diego Ulissi \| UAE Team Emirates \| + 1' 09" \| \| \| 7è \| Connor Swift \| Arkéa-Samsic \| + 1' 13" \| \| \| 8è \| Thibault Guernalec \| Arkéa-Samsic \| + 1' 22" \| \| \| 9è \| Toms Skujiņš \| Trek-Segafredo \| + 1' 48" \| \| \| 10è \| Quentin Pacher \| Groupama-FDJ \| + 1' 56" \| \| |                            |                        |             |
| |                            |                        |             |
| Font: ProCyclingStats |                            |                        |             |
| Classificació general |                            |                        |             |
| Corredor | Corredor                   | Equip                  | Temps       |
| 1r | Benjamin Thomas            | Cofidis                | 14h 39' 32" |
| 2n | Alberto Bettiol            | EF Education-EasyPost  | + 16"       |
| 3r | Tobias Halland Johannessen | Uno-X Pro Cycling Team | + 32"       |
| 4t | Pierre Latour              | TotalEnergies          | + 34"       |
| 5è | Mathieu Burgaudeau         | TotalEnergies          | + 1' 02"    |
| 6è | Diego Ulissi               | UAE Team Emirates      | + 1' 09"    |
| 7è | Connor Swift               | Arkéa-Samsic           | + 1' 13"    |
| 8è | Thibault Guernalec         | Arkéa-Samsic           | + 1' 22"    |
| 9è | Toms Skujiņš               | Trek-Segafredo         | + 1' 48"    |
| 10è | Quentin Pacher             | Groupama-FDJ           | + 1' 56"    |

### Classificacions secundàries
| Classificació per punts | Classificació per punts    | Classificació per punts | Classificació per punts | Classificació per punts |
| Corredor                | Corredor                   | Equip                   | Punts                   |                         |
| ----------------------- | -------------------------- | ----------------------- | ----------------------- | ----------------------- |
| 1r                      | Mads Pedersen              | Trek-Segafredo          | 65 pts                  |                         |
| 2n                      | Benjamin Thomas            | Cofidis                 | 64 pts                  |                         |
| 3r                      | Alberto Bettiol            | EF Education-EasyPost   | 62 pts                  |                         |
| 4t                      | Tobias Halland Johannessen | Uno-X Pro Cycling Team  | 58 pts                  |                         |
| 5è                      | Bryan Coquard              | Cofidis                 | 37 pts                  |                         |
| 6è                      | Pierre Latour              | TotalEnergies           | 36 pts                  |                         |
| 7è                      | Filippo Ganna              | Ineos Grenadiers        | 34 pts                  |                         |
| 8è                      | Clément Champoussin        | AG2R Citroën Team       | 34 pts                  |                         |
| 9è                      | Jay Vine                   | Alpecin-Fenix           | 31 pts                  |                         |
| 10è                     | Hugo Hofstetter            | Arkéa-Samsic            | 29 pts                  |                         |

| Classificació per punts | Classificació per punts    | Classificació per punts | Classificació per punts | Classificació per punts |
| Corredor                | Corredor                   | Equip                   | Punts                   |                         |
| ----------------------- | -------------------------- | ----------------------- | ----------------------- | ----------------------- |
| 1r                      | Mads Pedersen              | Trek-Segafredo          | 65 pts                  |                         |
| 2n                      | Benjamin Thomas            | Cofidis                 | 64 pts                  |                         |
| 3r                      | Alberto Bettiol            | EF Education-EasyPost   | 62 pts                  |                         |
| 4t                      | Tobias Halland Johannessen | Uno-X Pro Cycling Team  | 58 pts                  |                         |
| 5è                      | Bryan Coquard              | Cofidis                 | 37 pts                  |                         |
| 6è                      | Pierre Latour              | TotalEnergies           | 36 pts                  |                         |
| 7è                      | Filippo Ganna              | Ineos Grenadiers        | 34 pts                  |                         |
| 8è                      | Clément Champoussin        | AG2R Citroën Team       | 34 pts                  |                         |
| 9è                      | Jay Vine                   | Alpecin-Fenix           | 31 pts                  |                         |
| 10è                     | Hugo Hofstetter            | Arkéa-Samsic            | 29 pts                  |                         |

| Classificació de la muntanya | Classificació de la muntanya | Classificació de la muntanya       | Classificació de la muntanya | Classificació de la muntanya |
| Corredor                     | Corredor                     | Equip                              | Punts                        |                              |
| ---------------------------- | ---------------------------- | ---------------------------------- | ---------------------------- | ---------------------------- |
| 1r                           | Jay Vine                     | Alpecin-Fenix                      | 18 pts                       |                              |
| 2n                           | Jérémy Cabot                 | TotalEnergies                      | 18 pts                       |                              |
| 3r                           | Tobias Halland Johannessen   | Uno-X Pro Cycling Team             | 14 pts                       |                              |
| 4t                           | Magnus Sheffield             | Ineos Grenadiers                   | 14 pts                       |                              |
| 5è                           | Antonio Tiberi               | Trek-Segafredo                     | 14 pts                       |                              |
| 6è                           | Bruno Armirail               | Groupama-FDJ                       | 12 pts                       |                              |
| 7è                           | Samuele Zoccarato            | Bardiani CSF Faizanè               | 12 pts                       |                              |
| 8è                           | Georg Zimmermann             | Intermarché-Wanty-Gobert Matériaux | 8 pts                        |                              |
| 9è                           | Martí Márquez                | Equipo Kern Pharma                 | 8 pts                        |                              |
| 10è                          | Alexis Gougeard              | B&B Hotels-KTM                     | 7 pts                        |                              |

| Classificació de la muntanya | Classificació de la muntanya | Classificació de la muntanya       | Classificació de la muntanya | Classificació de la muntanya |
| Corredor                     | Corredor                     | Equip                              | Punts                        |                              |
| ---------------------------- | ---------------------------- | ---------------------------------- | ---------------------------- | ---------------------------- |
| 1r                           | Jay Vine                     | Alpecin-Fenix                      | 18 pts                       |                              |
| 2n                           | Jérémy Cabot                 | TotalEnergies                      | 18 pts                       |                              |
| 3r                           | Tobias Halland Johannessen   | Uno-X Pro Cycling Team             | 14 pts                       |                              |
| 4t                           | Magnus Sheffield             | Ineos Grenadiers                   | 14 pts                       |                              |
| 5è                           | Antonio Tiberi               | Trek-Segafredo                     | 14 pts                       |                              |
| 6è                           | Bruno Armirail               | Groupama-FDJ                       | 12 pts                       |                              |
| 7è                           | Samuele Zoccarato            | Bardiani CSF Faizanè               | 12 pts                       |                              |
| 8è                           | Georg Zimmermann             | Intermarché-Wanty-Gobert Matériaux | 8 pts                        |                              |
| 9è                           | Martí Márquez                | Equipo Kern Pharma                 | 8 pts                        |                              |
| 10è                          | Alexis Gougeard              | B&B Hotels-KTM                     | 7 pts                        |                              |

| Classificació del millor jove | Classificació del millor jove  | Classificació del millor jove | Classificació del millor jove | Classificació del millor jove |
| Corredor                      | Corredor                       | Equip                         | Temps                         |                               |
| ----------------------------- | ------------------------------ | ----------------------------- | ----------------------------- | ----------------------------- |
| 1r                            | Tobias Halland Johannessen     | Uno-X Pro Cycling Team        | 14h 40' 04"                   |                               |
| 2n                            | Pau Miquel Delgado             | Equipo Kern Pharma            | + 5' 02"                      |                               |
| 3r                            | Louis Barré                    | Team U Nantes Atlantique      | + 5' 49"                      |                               |
| 4t                            | Paul Lapeira                   | AG2R Citroën Team             | + 5' 56"                      |                               |
| 5è                            | Matis Louvel                   | Arkéa-Samsic                  | + 6' 14"                      |                               |
| 6è                            | Daniel Alejandro Méndez Noreña | Equipo Kern Pharma            | + 6' 40"                      |                               |
| 7è                            | Magnus Sheffield               | Ineos Grenadiers              | + 6' 49"                      |                               |
| 8è                            | Corbin Strong                  | Israel-Premier Tech           | + 7' 12"                      |                               |
| 9è                            | Arne Marit                     | Sport Vlaanderen-Baloise      | + 9' 36"                      |                               |
| 10è                           | Antonio Tiberi                 | Trek-Segafredo                | + 10' 15"                     |                               |

| Classificació del millor jove | Classificació del millor jove  | Classificació del millor jove | Classificació del millor jove | Classificació del millor jove |
| Corredor                      | Corredor                       | Equip                         | Temps                         |                               |
| ----------------------------- | ------------------------------ | ----------------------------- | ----------------------------- | ----------------------------- |
| 1r                            | Tobias Halland Johannessen     | Uno-X Pro Cycling Team        | 14h 40' 04"                   |                               |
| 2n                            | Pau Miquel Delgado             | Equipo Kern Pharma            | + 5' 02"                      |                               |
| 3r                            | Louis Barré                    | Team U Nantes Atlantique      | + 5' 49"                      |                               |
| 4t                            | Paul Lapeira                   | AG2R Citroën Team             | + 5' 56"                      |                               |
| 5è                            | Matis Louvel                   | Arkéa-Samsic                  | + 6' 14"                      |                               |
| 6è                            | Daniel Alejandro Méndez Noreña | Equipo Kern Pharma            | + 6' 40"                      |                               |
| 7è                            | Magnus Sheffield               | Ineos Grenadiers              | + 6' 49"                      |                               |
| 8è                            | Corbin Strong                  | Israel-Premier Tech           | + 7' 12"                      |                               |
| 9è                            | Arne Marit                     | Sport Vlaanderen-Baloise      | + 9' 36"                      |                               |
| 10è                           | Antonio Tiberi                 | Trek-Segafredo                | + 10' 15"                     |                               |

| Classificació per equips | Classificació per equips | Classificació per equips | Classificació per equips |
| Equip                    | Equip                    | Temps                    |                          |
| ------------------------ | ------------------------ | ------------------------ | ------------------------ |
| 1r                       | TotalEnergies            | 44h 02' 28"              |                          |
| 2n                       | Trek-Segafredo           | + 13"                    |                          |
| 3r                       | Cofidis                  | + 1' 02"                 |                          |
| 4t                       | Arkéa-Samsic             | + 1' 02"                 |                          |
| 5è                       | Groupama-FDJ             | + 1' 33"                 |                          |

| Classificació per equips | Classificació per equips | Classificació per equips | Classificació per equips |
| Equip                    | Equip                    | Temps                    |                          |
| ------------------------ | ------------------------ | ------------------------ | ------------------------ |
| 1r                       | TotalEnergies            | 44h 02' 28"              |                          |
| 2n                       | Trek-Segafredo           | + 13"                    |                          |
| 3r                       | Cofidis                  | + 1' 02"                 |                          |
| 4t                       | Arkéa-Samsic             | + 1' 02"                 |                          |
| 5è                       | Groupama-FDJ             | + 1' 33"                 |                          |

## Evolució de les classificacions
| Etapa              | Vencedor                   | Classificació general | Classificació de la muntanya | Classificació per punts    | Classificació dels joves   | Classificació per equips |
| ------------------ | -------------------------- | --------------------- | ---------------------------- | -------------------------- | -------------------------- | ------------------------ |
| 1                  | Mads Pedersen              | Mads Pedersen         | Matis Louvel                 | Mads Pedersen              | Arne Marit                 | TotalEnergies            |
| 2                  | Bryan Coquard              | Mads Pedersen         | Martí Márquez                | Mads Pedersen              | Tobias Halland Johannessen | TotalEnergies            |
| 3                  | Benjamin Thomas            | Benjamin Thomas       | Jérémy Cabot                 | Alberto Bettiol            | Tobias Halland Johannessen | TotalEnergies            |
| 4                  | Tobias Halland Johannessen | Benjamin Thomas       | Jérémy Cabot                 | Tobias Halland Johannessen | Tobias Halland Johannessen | TotalEnergies            |
| 5                  | Filippo Ganna              | Benjamin Thomas       | Jay Vine                     | Mads Pedersen              | Tobias Halland Johannessen | TotalEnergies            |
| Classements finaux | Classements finaux         | Benjamin Thomas       | Jay Vine                     | Mads Pedersen              | Tobias Halland Johannessen | TotalEnergies            |

## Llista de participants
| AG2R Citroën Team ACT | AG2R Citroën Team ACT   | AG2R Citroën Team ACT |
| --------------------- | ----------------------- | --------------------- |
| Núm                   | Ciclista                | Pos                   |
| 1                     | Greg Van Avermaet (BEL) | 7è                    |
| 2                     | Oliver Naesen (BEL)     | 31è                   |
| 3                     | Marc Sarreau (FRA)      | 88è                   |
| 4                     | Julien Duval (FRA)      | 117è                  |
| 5                     | Alexis Gougeard (FRA)   | 42è                   |
| 6                     | Lawrence Naesen (BEL)   | 93è                   |
| 7                     | Damien Touzé (FRA)      | 60è                   |

| Ineos Grenadiers IGD | Ineos Grenadiers IGD        | Ineos Grenadiers IGD |
| -------------------- | --------------------------- | -------------------- |
| Núm                  | Ciclista                    | Pos                  |
| 11                   | Egan Bernal Gómez (COL)     | 64è                  |
| 12                   | Owain Doull (GBR)           | 25è                  |
| 13                   | Filippo Ganna (ITA) (crono) | 13è                  |
| 14                   | Ethan Hayter (GBR)          | 120è                 |
| 15                   | Michał Kwiatkowski (POL)    | 2n                   |
| 16                   | Geraint Thomas (GBR)        | 49è                  |
| 17                   | Salvatore Puccio (ITA)      | 56è                  |

| Trek-Segafredo TFS | Trek-Segafredo TFS      | Trek-Segafredo TFS |
| ------------------ | ----------------------- | ------------------ |
| Núm                | Ciclista                | Pos                |
| 21                 | Alex Kirsch (LUX)       | 66è                |
| 22                 | Ryan Mullen (IRL)       | 89è                |
| 23                 | Vincenzo Nibali (ITA)   | 26è                |
| 24                 | Bauke Mollema (NED)     | 65è                |
| 25                 | Mattias Skjelmose (DEN) | 73è                |
| 26                 | Mads Pedersen (DEN)     | 70è                |
| 27                 | Edward Theuns (BEL)     | 8è                 |

| Groupama-FDJ GFC | Groupama-FDJ GFC        | Groupama-FDJ GFC |
| ---------------- | ----------------------- | ---------------- |
| Núm              | Ciclista                | Pos              |
| 31               | Alexys Brunel (FRA)     | 24è              |
| 32               | Fabian Lienhard (SUI)   | 68è              |
| 33               | William Bonnet (FRA)    | 72è              |
| 34               | Jake Stewart (GBR)      | 4t               |
| 35               | Benjamin Thomas (FRA)   | 17è              |
| 36               | Lars van den Berg (NED) | 132è             |
| 37               | Romain Seigle (FRA)     | 58è              |

| EF Education-Nippo EFN | EF Education-Nippo EFN         | EF Education-Nippo EFN |
| ---------------------- | ------------------------------ | ---------------------- |
| Núm                    | Ciclista                       | Pos                    |
| 41                     | Alberto Bettiol (ITA)          | 20è                    |
| 42                     | Jens Keukeleire (BEL)          | 96è                    |
| 43                     | Sebastian Langeveld (NED)      | 84è                    |
| 44                     | Jonas Rutsch (GER)             | 119è                   |
| 45                     | Rigoberto Urán (COL)           | 37è                    |
| 46                     | Michael Valgren Andersen (DEN) | NP-2                   |
| 47                     | Julius van den Berg (NED)      | 118è                   |

| Total Direct Énergie TDE | Total Direct Énergie TDE   | Total Direct Énergie TDE |
| ------------------------ | -------------------------- | ------------------------ |
| Núm                      | Ciclista                   | Pos                      |
| 51                       | Edvald Boasson Hagen (NOR) | 78è                      |
| 52                       | Geoffrey Soupe (FRA)       | 131è                     |
| 53                       | Pierre Latour (FRA)        | 19è                      |
| 54                       | Christopher Lawless (GBR)  | DNF-4                    |
| 55                       | Adrien Petit (FRA)         | 128è                     |
| 56                       | Niki Terpstra (NED)        | 129è                     |
| 57                       | Anthony Turgis (FRA)       | 57è                      |

| Lotto-Soudal LTS | Lotto-Soudal LTS       | Lotto-Soudal LTS |
| ---------------- | ---------------------- | ---------------- |
| Núm              | Ciclista               | Pos              |
| 61               | John Degenkolb (GER)   | 61è              |
| 62               | Philippe Gilbert (BEL) | 11è              |
| 63               | Tim Wellens (BEL)      | 1r               |
| 64               | Andreas Kron (DEN)     | 62è              |
| 65               | Stefano Oldani (ITA)   | 14è              |
| 66               | Gerben Thijssen (BEL)  | 123è             |
| 67               | Brent Van Moer (BEL)   | 59è              |

| Bora-Hansgrohe BOH | Bora-Hansgrohe BOH        | Bora-Hansgrohe BOH |
| ------------------ | ------------------------- | ------------------ |
| Núm                | Ciclista                  | Pos                |
| 71                 | Felix Großschartner (AUT) | 48è                |
| 72                 | Nils Politt (GER)         | 3r                 |
| 73                 | Jordi Meeus (BEL)         | 95è                |
| 74                 | Pascal Ackermann (GER)    | NP-5               |
| 75                 | Lukas Pöstlberger (AUT)   | 53è                |
| 76                 | Patrick Gamper (AUT)      | 134è               |
| 77                 | Frederik Wandahl (DEN)    | 99è                |

| Arkéa-Samsic ARK | Arkéa-Samsic ARK     | Arkéa-Samsic ARK |
| ---------------- | -------------------- | ---------------- |
| Núm              | Ciclista             | Pos              |
| 81               | Nacer Bouhanni (FRA) | 40è              |
| 82               | Bram Welten (NED)    | 108è             |
| 83               | Daniel McLay (GBR)   | 100è             |
| 84               | Łukasz Owsian (POL)  | 52è              |
| 85               | Clément Russo (FRA)  | 74è              |
| 86               | Matis Louvel (FRA)   | 67è              |
| 87               | Connor Swift (GBR)   | 22è              |

| Israel Start-Up Nation ISN | Israel Start-Up Nation ISN | Israel Start-Up Nation ISN |
| -------------------------- | -------------------------- | -------------------------- |
| Núm                        | Ciclista                   | Pos                        |
| 91                         | Rudy Barbier (FRA)         | 122è                       |
| 92                         | Jenthe Biermans (BEL)      | 46è                        |
| 93                         | Guillaume Boivin (CAN)     | 75è                        |
| 94                         | Ben Hermans (BEL)          | 28è                        |
| 95                         | Alexis Renard (FRA)        | 101è                       |
| 96                         | Mads Würtz Schmidt (DEN)   | 5è                         |
| 97                         | Sep Vanmarcke (BEL)        | 39è                        |

| Cofidis COF | Cofidis COF               | Cofidis COF |
| ----------- | ------------------------- | ----------- |
| Núm         | Ciclista                  | Pos         |
| 101         | Christophe Laporte (FRA)  | 16è         |
| 102         | Jean-Pierre Drucker (LUX) | 83è         |
| 103         | Piet Allegaert (BEL)      | 82è         |
| 104         | Tom Bohli (SUI)           | 109è        |
| 105         | Emmanuel Morin (FRA)      | 94è         |
| 106         | Anthony Perez (FRA)       | 69è         |
| 107         | Kenneth Vanbilsen (BEL)   | 114è        |

| Intermarché-Wanty-Gobert Matériaux IWG | Intermarché-Wanty-Gobert Matériaux IWG | Intermarché-Wanty-Gobert Matériaux IWG |
| -------------------------------------- | -------------------------------------- | -------------------------------------- |
| Núm                                    | Ciclista                               | Pos                                    |
| 111                                    | Jonas Koch (GER)                       | 44è                                    |
| 112                                    | Théo Delacroix (FRA)                   | 91è                                    |
| 113                                    | Tom Devriendt (BEL)                    | 113è                                   |
| 114                                    | Odd Christian Eiking (NOR)             | 10è                                    |
| 115                                    | Boy van Poppel (NED)                   | 115è                                   |
| 116                                    | Rein Taaramäe (EST)                    | 29è                                    |
| 117                                    | Danny van Poppel (NED)                 | 104è                                   |

| Qhubeka Assos TQA | Qhubeka Assos TQA            | Qhubeka Assos TQA |
| ----------------- | ---------------------------- | ----------------- |
| Núm               | Ciclista                     | Pos               |
| 121               | Sean Bennett (USA)           | 63è               |
| 122               | Simon Clarke (AUS)           | 54è               |
| 123               | Michael Gogl (AUT)           | 6è                |
| 124               | Andreas Stokbro (DEN)        | NP-2              |
| 125               | Matteo Pelucchi (ITA)        | 127è              |
| 126               | Łukasz Wiśniowski (POL)      | 87è               |
| 127               | Giacomo Nizzolo (ITA) (ruta) | 90è               |

| B&B Hotels p/b KTM BBK | B&B Hotels p/b KTM BBK | B&B Hotels p/b KTM BBK |
| ---------------------- | ---------------------- | ---------------------- |
| Núm                    | Ciclista               | Pos                    |
| 131                    | Bryan Coquard (FRA)    | 23è                    |
| 132                    | Cyril Barthe (FRA)     | 12è                    |
| 133                    | Jens Debusschere (BEL) | 106è                   |
| 134                    | Jérémy Lecroq (FRA)    | 76è                    |
| 135                    | Cyril Lemoine (FRA)    | 133è                   |
| 136                    | Quentin Pacher (FRA)   | 36è                    |
| 137                    | Kévin Réza (FRA)       | 111è                   |

| Alpecin-Fenix AFC | Alpecin-Fenix AFC           | Alpecin-Fenix AFC |
| ----------------- | --------------------------- | ----------------- |
| Núm               | Ciclista                    | Pos               |
| 141               | Silvan Dillier (SUI)        | 32è               |
| 142               | Tobias Bayer (AUT)          | 47è               |
| 143               | Tim Merlier (BEL)           | 102è              |
| 144               | Sam Gaze (NZL)              | 86è               |
| 145               | Senne Leysen (BEL)          | 97è               |
| 146               | Dries De Bondt (BEL) (ruta) | 85è               |
| 147               | Otto Vergaerde (BEL)        | 71è               |

| Sport Vlaanderen-Baloise SVB | Sport Vlaanderen-Baloise SVB | Sport Vlaanderen-Baloise SVB |
| ---------------------------- | ---------------------------- | ---------------------------- |
| Núm                          | Ciclista                     | Pos                          |
| 151                          | Lindsay De Vylder (BEL)      | NP-1                         |
| 152                          | Rune Herregodts (BEL)        | NP-1                         |
| 153                          | Jens Reynders (BEL)          | NP-1                         |
| 154                          | Fabio Van den Bossche (BEL)  | NP-1                         |
| 155                          | Kenneth Van Rooy (BEL)       | NP-1                         |
| 156                          | Sasha Weemaes (BEL)          | NP-1                         |
| 157                          | Thimo Willems (BEL)          | NP-1                         |

| Delko DKO | Delko DKO                         | Delko DKO |
| --------- | --------------------------------- | --------- |
| Núm       | Ciclista                          | Pos       |
| 161       | Pierre Barbier (FRA)              | 125è      |
| 162       | Clément Carisey (FRA)             | 9è        |
| 163       | Alexandre Delettre (FRA)          | 51è       |
| 164       | Mauro Finetto (ITA)               | 38è       |
| 165       | Eduard-Michael Grosu (ROU)        | 77è       |
| 166       | Evaldas Šiškevičius (LTU) (crono) | 41è       |
| 167       | August Jensen (NOR)               | 35è       |

| Bingoal-WB BWB | Bingoal-WB BWB       | Bingoal-WB BWB |
| -------------- | -------------------- | -------------- |
| Núm            | Ciclista             | Pos            |
| 171            | Arjen Livyns (BEL)   | 50è            |
| 172            | Timothy Dupont (BEL) | 103è           |
| 173            | Milan Menten (BEL)   | 92è            |
| 174            | Tom Paquot (BEL)     | 124è           |
| 175            | Ludovic Robeet (BEL) | 112è           |
| 176            | Joel Suter (SUI)     | 81è            |
| 177            | Boris Vallée (BEL)   | DNF-3          |

| Saint Michel-Auber 93 AUB | Saint Michel-Auber 93 AUB | Saint Michel-Auber 93 AUB |
| ------------------------- | ------------------------- | ------------------------- |
| Núm                       | Ciclista                  | Pos                       |
| 181                       | Romain Cardis (FRA)       | 55è                       |
| 182                       | Tony Hurel (FRA)          | 116è                      |
| 183                       | Louis Louvet (FRA)        | 105è                      |
| 184                       | Flavien Maurelet (FRA)    | 80è                       |
| 185                       | Yoann Paillot (FRA)       | 30è                       |
| 186                       | Jason Tesson (FRA)        | 121è                      |
| 187                       | Morne van Niekerk (RSA)   | 110è                      |

| Equipo Kern Pharma EKP | Equipo Kern Pharma EKP           | Equipo Kern Pharma EKP |
| ---------------------- | -------------------------------- | ---------------------- |
| Núm                    | Ciclista                         | Pos                    |
| 191                    | Martí Márquez (ESP)              | 15è                    |
| 192                    | Francisco Galván Fernández (ESP) | 79è                    |
| 193                    | Enrique Sanz Unzué (ESP)         | DNF-3                  |
| 194                    | Roger Adrià Oliveras (ESP)       | 18è                    |
| 195                    | Urko Berrade (ESP)               | 27è                    |
| 196                    | Vojtěch Řepa (CZE)               | 107è                   |
| 197                    | Raúl García Pierna (ESP)         | 34è                    |

| Xelliss-Roubaix Lille Métropole XRL | Xelliss-Roubaix Lille Métropole XRL | Xelliss-Roubaix Lille Métropole XRL |
| ----------------------------------- | ----------------------------------- | ----------------------------------- |
| Núm                                 | Ciclista                            | Pos                                 |
| 201                                 | Emiel Vermeulen (BEL)               | 126è                                |
| 202                                 | Ivan Centrone (LUX)                 | 33è                                 |
| 203                                 | Dylan Kowalski (FRA)                | 21è                                 |
| 204                                 | Samuel Leroux (FRA)                 | 43è                                 |
| 205                                 | Maximilien Picoux (BEL)             | 130è                                |
| 206                                 | Valentin Tabellion (FRA)            | 98è                                 |
| 207                                 | Jordan Levasseur (FRA)              | DNF-1                               |

| Cambodia Cycling Academy CCA | Cambodia Cycling Academy CCA | Cambodia Cycling Academy CCA |
| ---------------------------- | ---------------------------- | ---------------------------- |
| Núm                          | Ciclista                     | Pos                          |
| 211                          | Samy Aurignac (FRA)          | 135è                         |
| 212                          | Johan Le Bon (FRA)           | 45è                          |
| 213                          | Antoine Berlin (MON)         | DNF-3                        |

| sense equip ___ | sense equip ___    | sense equip ___ |
| --------------- | ------------------ | --------------- |
| Núm             | Ciclista           | Pos             |
| 214             | Barry Miller (USA) | DNF-3           |

| Cambodia Cycling Academy CCA | Cambodia Cycling Academy CCA | Cambodia Cycling Academy CCA |
| ---------------------------- | ---------------------------- | ---------------------------- |
| Núm                          | Ciclista                     | Pos                          |
| 217                          | Christopher Lamaille (FRA)   | DNF-3                        |

| AG2R Citroën Team ACT | AG2R Citroën Team ACT   | AG2R Citroën Team ACT |
| --------------------- | ----------------------- | --------------------- |
| Núm                   | Ciclista                | Pos                   |
| 1                     | Greg Van Avermaet (BEL) | 7è                    |
| 2                     | Oliver Naesen (BEL)     | 31è                   |
| 3                     | Marc Sarreau (FRA)      | 88è                   |
| 4                     | Julien Duval (FRA)      | 117è                  |
| 5                     | Alexis Gougeard (FRA)   | 42è                   |
| 6                     | Lawrence Naesen (BEL)   | 93è                   |
| 7                     | Damien Touzé (FRA)      | 60è                   |

| Ineos Grenadiers IGD | Ineos Grenadiers IGD        | Ineos Grenadiers IGD |
| -------------------- | --------------------------- | -------------------- |
| Núm                  | Ciclista                    | Pos                  |
| 11                   | Egan Bernal Gómez (COL)     | 64è                  |
| 12                   | Owain Doull (GBR)           | 25è                  |
| 13                   | Filippo Ganna (ITA) (crono) | 13è                  |
| 14                   | Ethan Hayter (GBR)          | 120è                 |
| 15                   | Michał Kwiatkowski (POL)    | 2n                   |
| 16                   | Geraint Thomas (GBR)        | 49è                  |
| 17                   | Salvatore Puccio (ITA)      | 56è                  |

| Trek-Segafredo TFS | Trek-Segafredo TFS      | Trek-Segafredo TFS |
| ------------------ | ----------------------- | ------------------ |
| Núm                | Ciclista                | Pos                |
| 21                 | Alex Kirsch (LUX)       | 66è                |
| 22                 | Ryan Mullen (IRL)       | 89è                |
| 23                 | Vincenzo Nibali (ITA)   | 26è                |
| 24                 | Bauke Mollema (NED)     | 65è                |
| 25                 | Mattias Skjelmose (DEN) | 73è                |
| 26                 | Mads Pedersen (DEN)     | 70è                |
| 27                 | Edward Theuns (BEL)     | 8è                 |

| Groupama-FDJ GFC | Groupama-FDJ GFC        | Groupama-FDJ GFC |
| ---------------- | ----------------------- | ---------------- |
| Núm              | Ciclista                | Pos              |
| 31               | Alexys Brunel (FRA)     | 24è              |
| 32               | Fabian Lienhard (SUI)   | 68è              |
| 33               | William Bonnet (FRA)    | 72è              |
| 34               | Jake Stewart (GBR)      | 4t               |
| 35               | Benjamin Thomas (FRA)   | 17è              |
| 36               | Lars van den Berg (NED) | 132è             |
| 37               | Romain Seigle (FRA)     | 58è              |

| EF Education-Nippo EFN | EF Education-Nippo EFN         | EF Education-Nippo EFN |
| ---------------------- | ------------------------------ | ---------------------- |
| Núm                    | Ciclista                       | Pos                    |
| 41                     | Alberto Bettiol (ITA)          | 20è                    |
| 42                     | Jens Keukeleire (BEL)          | 96è                    |
| 43                     | Sebastian Langeveld (NED)      | 84è                    |
| 44                     | Jonas Rutsch (GER)             | 119è                   |
| 45                     | Rigoberto Urán (COL)           | 37è                    |
| 46                     | Michael Valgren Andersen (DEN) | NP-2                   |
| 47                     | Julius van den Berg (NED)      | 118è                   |

| Total Direct Énergie TDE | Total Direct Énergie TDE   | Total Direct Énergie TDE |
| ------------------------ | -------------------------- | ------------------------ |
| Núm                      | Ciclista                   | Pos                      |
| 51                       | Edvald Boasson Hagen (NOR) | 78è                      |
| 52                       | Geoffrey Soupe (FRA)       | 131è                     |
| 53                       | Pierre Latour (FRA)        | 19è                      |
| 54                       | Christopher Lawless (GBR)  | DNF-4                    |
| 55                       | Adrien Petit (FRA)         | 128è                     |
| 56                       | Niki Terpstra (NED)        | 129è                     |
| 57                       | Anthony Turgis (FRA)       | 57è                      |

| Lotto-Soudal LTS | Lotto-Soudal LTS       | Lotto-Soudal LTS |
| ---------------- | ---------------------- | ---------------- |
| Núm              | Ciclista               | Pos              |
| 61               | John Degenkolb (GER)   | 61è              |
| 62               | Philippe Gilbert (BEL) | 11è              |
| 63               | Tim Wellens (BEL)      | 1r               |
| 64               | Andreas Kron (DEN)     | 62è              |
| 65               | Stefano Oldani (ITA)   | 14è              |
| 66               | Gerben Thijssen (BEL)  | 123è             |
| 67               | Brent Van Moer (BEL)   | 59è              |

| Bora-Hansgrohe BOH | Bora-Hansgrohe BOH        | Bora-Hansgrohe BOH |
| ------------------ | ------------------------- | ------------------ |
| Núm                | Ciclista                  | Pos                |
| 71                 | Felix Großschartner (AUT) | 48è                |
| 72                 | Nils Politt (GER)         | 3r                 |
| 73                 | Jordi Meeus (BEL)         | 95è                |
| 74                 | Pascal Ackermann (GER)    | NP-5               |
| 75                 | Lukas Pöstlberger (AUT)   | 53è                |
| 76                 | Patrick Gamper (AUT)      | 134è               |
| 77                 | Frederik Wandahl (DEN)    | 99è                |

| Arkéa-Samsic ARK | Arkéa-Samsic ARK     | Arkéa-Samsic ARK |
| ---------------- | -------------------- | ---------------- |
| Núm              | Ciclista             | Pos              |
| 81               | Nacer Bouhanni (FRA) | 40è              |
| 82               | Bram Welten (NED)    | 108è             |
| 83               | Daniel McLay (GBR)   | 100è             |
| 84               | Łukasz Owsian (POL)  | 52è              |
| 85               | Clément Russo (FRA)  | 74è              |
| 86               | Matis Louvel (FRA)   | 67è              |
| 87               | Connor Swift (GBR)   | 22è              |

| Israel Start-Up Nation ISN | Israel Start-Up Nation ISN | Israel Start-Up Nation ISN |
| -------------------------- | -------------------------- | -------------------------- |
| Núm                        | Ciclista                   | Pos                        |
| 91                         | Rudy Barbier (FRA)         | 122è                       |
| 92                         | Jenthe Biermans (BEL)      | 46è                        |
| 93                         | Guillaume Boivin (CAN)     | 75è                        |
| 94                         | Ben Hermans (BEL)          | 28è                        |
| 95                         | Alexis Renard (FRA)        | 101è                       |
| 96                         | Mads Würtz Schmidt (DEN)   | 5è                         |
| 97                         | Sep Vanmarcke (BEL)        | 39è                        |

| Cofidis COF | Cofidis COF               | Cofidis COF |
| ----------- | ------------------------- | ----------- |
| Núm         | Ciclista                  | Pos         |
| 101         | Christophe Laporte (FRA)  | 16è         |
| 102         | Jean-Pierre Drucker (LUX) | 83è         |
| 103         | Piet Allegaert (BEL)      | 82è         |
| 104         | Tom Bohli (SUI)           | 109è        |
| 105         | Emmanuel Morin (FRA)      | 94è         |
| 106         | Anthony Perez (FRA)       | 69è         |
| 107         | Kenneth Vanbilsen (BEL)   | 114è        |

| Intermarché-Wanty-Gobert Matériaux IWG | Intermarché-Wanty-Gobert Matériaux IWG | Intermarché-Wanty-Gobert Matériaux IWG |
| -------------------------------------- | -------------------------------------- | -------------------------------------- |
| Núm                                    | Ciclista                               | Pos                                    |
| 111                                    | Jonas Koch (GER)                       | 44è                                    |
| 112                                    | Théo Delacroix (FRA)                   | 91è                                    |
| 113                                    | Tom Devriendt (BEL)                    | 113è                                   |
| 114                                    | Odd Christian Eiking (NOR)             | 10è                                    |
| 115                                    | Boy van Poppel (NED)                   | 115è                                   |
| 116                                    | Rein Taaramäe (EST)                    | 29è                                    |
| 117                                    | Danny van Poppel (NED)                 | 104è                                   |

| Qhubeka Assos TQA | Qhubeka Assos TQA            | Qhubeka Assos TQA |
| ----------------- | ---------------------------- | ----------------- |
| Núm               | Ciclista                     | Pos               |
| 121               | Sean Bennett (USA)           | 63è               |
| 122               | Simon Clarke (AUS)           | 54è               |
| 123               | Michael Gogl (AUT)           | 6è                |
| 124               | Andreas Stokbro (DEN)        | NP-2              |
| 125               | Matteo Pelucchi (ITA)        | 127è              |
| 126               | Łukasz Wiśniowski (POL)      | 87è               |
| 127               | Giacomo Nizzolo (ITA) (ruta) | 90è               |

| B&B Hotels p/b KTM BBK | B&B Hotels p/b KTM BBK | B&B Hotels p/b KTM BBK |
| ---------------------- | ---------------------- | ---------------------- |
| Núm                    | Ciclista               | Pos                    |
| 131                    | Bryan Coquard (FRA)    | 23è                    |
| 132                    | Cyril Barthe (FRA)     | 12è                    |
| 133                    | Jens Debusschere (BEL) | 106è                   |
| 134                    | Jérémy Lecroq (FRA)    | 76è                    |
| 135                    | Cyril Lemoine (FRA)    | 133è                   |
| 136                    | Quentin Pacher (FRA)   | 36è                    |
| 137                    | Kévin Réza (FRA)       | 111è                   |

| Alpecin-Fenix AFC | Alpecin-Fenix AFC           | Alpecin-Fenix AFC |
| ----------------- | --------------------------- | ----------------- |
| Núm               | Ciclista                    | Pos               |
| 141               | Silvan Dillier (SUI)        | 32è               |
| 142               | Tobias Bayer (AUT)          | 47è               |
| 143               | Tim Merlier (BEL)           | 102è              |
| 144               | Sam Gaze (NZL)              | 86è               |
| 145               | Senne Leysen (BEL)          | 97è               |
| 146               | Dries De Bondt (BEL) (ruta) | 85è               |
| 147               | Otto Vergaerde (BEL)        | 71è               |

| Sport Vlaanderen-Baloise SVB | Sport Vlaanderen-Baloise SVB | Sport Vlaanderen-Baloise SVB |
| ---------------------------- | ---------------------------- | ---------------------------- |
| Núm                          | Ciclista                     | Pos                          |
| 151                          | Lindsay De Vylder (BEL)      | NP-1                         |
| 152                          | Rune Herregodts (BEL)        | NP-1                         |
| 153                          | Jens Reynders (BEL)          | NP-1                         |
| 154                          | Fabio Van den Bossche (BEL)  | NP-1                         |
| 155                          | Kenneth Van Rooy (BEL)       | NP-1                         |
| 156                          | Sasha Weemaes (BEL)          | NP-1                         |
| 157                          | Thimo Willems (BEL)          | NP-1                         |

| Delko DKO | Delko DKO                         | Delko DKO |
| --------- | --------------------------------- | --------- |
| Núm       | Ciclista                          | Pos       |
| 161       | Pierre Barbier (FRA)              | 125è      |
| 162       | Clément Carisey (FRA)             | 9è        |
| 163       | Alexandre Delettre (FRA)          | 51è       |
| 164       | Mauro Finetto (ITA)               | 38è       |
| 165       | Eduard-Michael Grosu (ROU)        | 77è       |
| 166       | Evaldas Šiškevičius (LTU) (crono) | 41è       |
| 167       | August Jensen (NOR)               | 35è       |

| Bingoal-WB BWB | Bingoal-WB BWB       | Bingoal-WB BWB |
| -------------- | -------------------- | -------------- |
| Núm            | Ciclista             | Pos            |
| 171            | Arjen Livyns (BEL)   | 50è            |
| 172            | Timothy Dupont (BEL) | 103è           |
| 173            | Milan Menten (BEL)   | 92è            |
| 174            | Tom Paquot (BEL)     | 124è           |
| 175            | Ludovic Robeet (BEL) | 112è           |
| 176            | Joel Suter (SUI)     | 81è            |
| 177            | Boris Vallée (BEL)   | DNF-3          |

| Saint Michel-Auber 93 AUB | Saint Michel-Auber 93 AUB | Saint Michel-Auber 93 AUB |
| ------------------------- | ------------------------- | ------------------------- |
| Núm                       | Ciclista                  | Pos                       |
| 181                       | Romain Cardis (FRA)       | 55è                       |
| 182                       | Tony Hurel (FRA)          | 116è                      |
| 183                       | Louis Louvet (FRA)        | 105è                      |
| 184                       | Flavien Maurelet (FRA)    | 80è                       |
| 185                       | Yoann Paillot (FRA)       | 30è                       |
| 186                       | Jason Tesson (FRA)        | 121è                      |
| 187                       | Morne van Niekerk (RSA)   | 110è                      |

| Equipo Kern Pharma EKP | Equipo Kern Pharma EKP           | Equipo Kern Pharma EKP |
| ---------------------- | -------------------------------- | ---------------------- |
| Núm                    | Ciclista                         | Pos                    |
| 191                    | Martí Márquez (ESP)              | 15è                    |
| 192                    | Francisco Galván Fernández (ESP) | 79è                    |
| 193                    | Enrique Sanz Unzué (ESP)         | DNF-3                  |
| 194                    | Roger Adrià Oliveras (ESP)       | 18è                    |
| 195                    | Urko Berrade (ESP)               | 27è                    |
| 196                    | Vojtěch Řepa (CZE)               | 107è                   |
| 197                    | Raúl García Pierna (ESP)         | 34è                    |

| Xelliss-Roubaix Lille Métropole XRL | Xelliss-Roubaix Lille Métropole XRL | Xelliss-Roubaix Lille Métropole XRL |
| ----------------------------------- | ----------------------------------- | ----------------------------------- |
| Núm                                 | Ciclista                            | Pos                                 |
| 201                                 | Emiel Vermeulen (BEL)               | 126è                                |
| 202                                 | Ivan Centrone (LUX)                 | 33è                                 |
| 203                                 | Dylan Kowalski (FRA)                | 21è                                 |
| 204                                 | Samuel Leroux (FRA)                 | 43è                                 |
| 205                                 | Maximilien Picoux (BEL)             | 130è                                |
| 206                                 | Valentin Tabellion (FRA)            | 98è                                 |
| 207                                 | Jordan Levasseur (FRA)              | DNF-1                               |

| Cambodia Cycling Academy CCA | Cambodia Cycling Academy CCA | Cambodia Cycling Academy CCA |
| ---------------------------- | ---------------------------- | ---------------------------- |
| Núm                          | Ciclista                     | Pos                          |
| 211                          | Samy Aurignac (FRA)          | 135è                         |
| 212                          | Johan Le Bon (FRA)           | 45è                          |
| 213                          | Antoine Berlin (MON)         | DNF-3                        |

| sense equip ___ | sense equip ___    | sense equip ___ |
| --------------- | ------------------ | --------------- |
| Núm             | Ciclista           | Pos             |
| 214             | Barry Miller (USA) | DNF-3           |

| Cambodia Cycling Academy CCA | Cambodia Cycling Academy CCA | Cambodia Cycling Academy CCA |
| ---------------------------- | ---------------------------- | ---------------------------- |
| Núm                          | Ciclista                     | Pos                          |
| 217                          | Christopher Lamaille (FRA)   | DNF-3                        |